# Ulli Leitner
Ulli Leitner (1953) è un'ex sciatrice alpina italiana.

## Biografia
Sciatrice polivalente, la Leitner debuttò in campo internazionale in occasione della discesa libera pre-mondiale della Val Gardena del 13 febbraio 1969 (36ª); in Coppa del Mondo esordì il 12 dicembre 1969 a Val-d'Isère in slalom speciale, senza completare la prova, e non ottenne piazzamenti di rilievo. Il suo ultimo risultato agonistico fu la medaglia di bronzo nella discesa libera vinta ai Campionati italiani 1970, disputati nel mese di marzo a San Martino di Castrozza; non prese parte a rassegne olimpiche o iridate.

## Palmarès

### Campionati italiani
- 1 medaglia[4]:
  - 1 bronzo (discesa libera nel 1970)